# 霧島ゴルフクラブ
霧島ゴルフクラブ（きりしまゴルフクラブ）は、 鹿児島県霧島市牧園町高千穂にあるゴルフ場である。

## 概要
1945年（昭和20年）代、鹿児島県にはゴルフ場が一つもなかった、ゴルファーは月一回、阿蘇の「熊本ゴルフ倶楽部」・湯の谷コース（現・「くまもと阿蘇カントリークラブ」、1952年（昭和27年）開場、設計・保田与天、井上誠一）に出かけ月例会を行い、鴨池の海軍航空基地跡地の3ホールや伊敷練兵場跡地で楽しんだ。「鹿児島にもゴルフ場がほしい」との声が高まっていた頃、大成建設株式会社の保田与天が鹿児島に株式会社山形屋の仕事でやってきた。その頃、既に保田の名は鹿児島では知れ渡っていた、熊本ゴルフ倶楽部と「福岡カンツリー倶楽部」（1952年（昭和27年）開場、設計・保田与天）のコース設計を行っていたからである。
ゴルフ場の建設候補地探しに拍車がかかった、吉野の島津家山林、桜島三合目など9カ所が候補に上がった末、牧園町町営牧場を探し当てた、GHQの解放後5年が経過していた用地である。牧場の一部の10万3千坪を借地契約し、1956年（昭和31年）12月23日、コース設計は保田与天に依頼し、9ホールの造成工事を着工させた。1957年（昭和32年）4月10日、新たなゴルフ場の経営母体「社団法人鹿児島ゴルフクラブ」を設立し、9ホールのゴルフ場を仮開場させた。
保田与天の設計は「自然のかたちを極力残す」がコンセプトだった、「大部分は手づくり、フェアウェイはトラクターで耕し、畑のようにした。芝の代わりに牧草の種を蒔いた」グリーン造りは小鍬でひとつ造るのに2〜3週間かかった。出来上がったコースは難しいコースだった、平日にはひとりの客もいない日もあった。
その後、1970年（昭和45年）5月28日、クラブの名称の鹿児島ゴルフクラブを「霧島ゴルフクラブ」に名称変更された。1984年（昭和59年）5月20日、コースの隣接地で開催された第35回全国植樹祭に昭和天皇が行幸された、昭和天皇はミヤマキリシマなど植栽事業の熱心さでも知られている。

## 所在地
〒899-6603 鹿児島県霧島市牧園町高千穂3311番地

## コース情報
- 開場日 - 1957年9月23日
- 設計者 - 保田 与天
- 面積 - 750,000m2（約22.6万坪）
- コースタイプ - 丘陵コース
- コース - 18ホールズ、パー72、6,781ヤード、コースレート72.5
- フェアウェー - コウライ
- ラフ - ノシバ
- グリーン - 1グリーン、ベント
- ラウンドスタイル - キャディ・セルフ選択可、カート付プランでのラウンド、1組4人が原則、状況によりツーサム可
- 練習場 - 13打席200ヤード
- 休場日 - 毎週月曜日、1月1日[2][3]

## クラブ情報
- ハウス面積 - 3,048m2（922坪）
- ハウス設計 - 株式会社 久米建設事務所（現・株式会社 久米設計）
- ハウス施工 - 小牧建設 株式会社･株式会社 前田組共同企業体[2][3]

## ギャラリー
- コース - 「霧島ゴルフクラブ」、コース、2021年5月6日閲覧
- ハウス - 「霧島ゴルフクラブ」、施設紹介、2021年5月6日閲覧

## 交通アクセス
鉄道（JR九州）
- 日豊本線 - 霧島神宮駅より タクシー利用約15分
- 肥薩線 - 霧島温泉駅より タクシー利用約15分[4]

道路
- 九州自動車道 - 溝辺鹿児島空港ICより 22Km 約25分
- 宮崎自動車道 - 都城ICより 45km[4]

## 関連文献
- 『ゴルフ場ガイド 西版』、2006-2007、「霧島ゴルフクラブ」、東京 ゴルフダイジェスト社、2006年5月、2021年5月6日閲覧
- 『美しい日本のゴルフコース BEAUTIFUL GOLF CULTURE IN JAPAN 日本のゴルフ110年記念 ゴルフは日本の新しい伝統文化である』、ゴルフダイジェスト社「美しい日本のゴルフコース」編纂委員会編、「昭和29年結成の鴨池ゴルフ同好会が自前のコースとして設立」、東京 ゴルフダイジェスト社、2013年12月、2021年5月6日閲覧